# Der Tiger (1951)
Der Tiger (Originaltitel: The Enforcer) ist ein US-amerikanischer Spielfilm aus dem Jahr 1951. Regisseur war Bretaigne Windust, das Buch und Skript stammen von Martin Rackin. Der Thriller gehört zu den Film noirs mit Humphrey Bogart.

## Handlung
Die Handlung spielt in einer fiktiven US-amerikanischen Großstadt und beinhaltet Rückblenden und Rückblenden innerhalb von Rückblenden:
Joe Rico wird unter schärfsten Sicherheitsvorkehrungen in ein Gerichtsgebäude gebracht. Er soll am nächsten Morgen gegen den mutmaßlichen Gangsterboss Albert Mendoza aussagen. Ein Versuch, ihn von einem Scharfschützen ermorden zu lassen, schlägt knapp fehl. Staatsanwalt Martin Ferguson ermahnt den panischen Rico, sich zusammenzureißen, und lässt ihn in eine Zelle mit Polizeiwache sperren. Rico entkommt durch das Badezimmerfenster und stürzt versehentlich in den Tod. Ferguson hat jetzt nur noch die Nacht bis zur Verhandlung, um mit dem Beweismaterial etwas Belastendes gegen Mendoza zu finden. Ansonsten muss dieser auf freien Fuß gesetzt werden. In einer Rückblende wird gezeigt, wie James „Duke“ Malloy der Polizei gesteht, dass er seine Freundin im Rahmen eines Auftragmordes getötet hat. Er bringt die Polizei zu einem leeren Grab. Er wird verhaftet und erhängt sich in der Gefängniszelle.
Ferguson beginnt die Ermittlungen und stößt dabei auf „Big Babe“ Lazick. Dieser gesteht, dass er zu einer Gruppe von Auftragskillern gehört, die ihre Aufträge von Rico übermittelt bekommen. Sie beziehen dabei ein regelmäßiges Gehalt und die Organisation kümmert sich auch bei Gefängnisaufenthalten um sie und ihre Familien. Der eigentliche Boss ist ihnen unbekannt. Dadurch, dass keine Beziehung zwischen ihnen und den Opfern besteht, verdächtigt sie niemand. Die Auftraggeber verschaffen sich für die Tatzeit Alibis.
Lazick führt die Polizei zur Leiche von Nina Lombardo, der Freundin Malloys. Der Mord ist eigentlich ein Auftrag von Duke Malloy. Dieser verliebte sich jedoch in sie und konnte die Tat nicht ausüben. Die Komplizen Malloys zwangen ihn schließlich zu der Tat. Ninas Mitbewohnerin Teresa Davis sagt der Polizei, dass Lombardos richtiger Name Angela Vetto war. Vetto versteckte sich, seit ihr Vater ermordet worden war. Ihr Vater und sie waren vor zehn Jahren Zeugen des Mordes an John Webb.
Die Polizei entdeckt ein Massengrab und kommt der Mörderbande auf die Spur. Mendoza beginnt, die Auftragskiller ermorden zu lassen. Als Rico merkt, dass auch er bedroht ist, nimmt er Kontakt zu Ferguson auf. Durch eine Aussage gegen Mendoza will er als Kronzeuge der Hinrichtung entgehen. Rico berichtet von seiner Partnerschaft mit Mendoza und dem ersten Mord, den Mendoza noch eigenhändig begangen hat: Opfer war John Webb. Die einzigen Zeugen waren Vetto und seine Tochter, die dann später beseitigt wurden.
Frustriert erkennt Ferguson, dass alle Zeugen tot sind, und er ist nahe daran aufzugeben. Er gibt dem unbeeindruckten Mendoza die Fotos von Vettos Leiche und droht ihm, dass ihn diese Gesichter verfolgen würden. Ferguson hört sich noch einmal die Bänder mit Ricos Aussage an und entdeckt einen Fehler: Rico sprach von Vettos großen blauen Augen, Nina Lombardo hatte jedoch braune Augen. Er schließt daraus, dass die Killer Vetto mit ihrer Mitbewohnerin verwechselt hatten, und beginnt nun eine hektische Suche nach ihr. Parallel dazu hat Mendoza die Fotos gesehen und kommt zur gleichen Schlussfolgerung. Über seinen Anwalt vermittelt er den Auftrag an seine Killer, die echte Vetto zu suchen und zu ermorden. In einem dramatischen Showdown gelingt es Ferguson, Vetto zu retten. Mit dieser Belastungszeugin gelingt es ihm schließlich, Mendoza auf den elektrischen Stuhl zu bringen.

## Hintergrund
Nur wenige Tage nach Drehbeginn übernahm Raoul Walsh die Regie von dem erkrankten Bretaigne Windust. Um seinem Kollegen den in seinen Augen verdienten Ruhm nicht zu nehmen, wollte er aber in Vor- und Abspann des Films nicht genannt werden.
Realer Hintergrund war die Geschichte von und die Verfahren gegen Louis Buchalter und dessen Verwicklung in die Murder, Inc., der am 4. März 1944 in Sing Sing als einziger „Big Boss“ auf dem elektrischen Stuhl hingerichtet wurde, nachdem er wegen zweier Morde verurteilt worden war. Seinem Mafia-Partner, Albert Anastasia, geschah hingegen nichts.
Im Original wird die Einleitung von Estes Kefauver, einem amerikanischen Politiker und Ausschussvorsitzenden eines Ausschusses zur Bekämpfung organisierter Kriminalität, gesprochen.
Der Film gilt als einer der gewalttätigsten seiner Epoche. Die Laufzeit beträgt je nach Fassung etwa 81 bis 87 Minuten.

## Kritiken
„Spannungsreicher Gangsterfilm von ungewöhnlichem Tempo“, befand die katholische Filmkritik, die in den Film ferner einen „Spiegel menschlicher Verworfenheit mit ungünstigen Wirkungen auf ungefestigte Zuschauer“ sah. Bosley Crowther von New York Times lobte die Leistung Bogarts und Ted de Corsias, zeigte sich jedoch auch von der Brutalität abgestoßen und kritisierte den Film dafür, dass die übermäßige Gewalttätigkeit, den Zuschauer letztlich langweile.
„Gute Kamera, knapper Dialog, der manchmal – nicht immer gelingend – menschliche Töne anzuschlagen versucht, und eine Polizeiarbeit, präzise wie am Fließband laufend geschildert“, seien laut Evangelischem Filmbeobachter die Merkmale des Films.